# Câmara dos Deputados (Portugal)
A Câmara dos Deputados era a câmara baixa do Congresso da República, eleita pelo povo e que reunia representantes de todas as regiões do país, durante a Primeira República Portuguesa.
A Câmara dos Deputados da República regulava-se pelo Regimento da Assembleia Nacional Constituinte, sendo os seus membros eleitos por 3 anos, por sufrágio direto dos cidadãos.
De acordo com a Constituição, competia à Câmara dos Deputados a iniciativa legislativa sobre impostos, sobre a organização das forças de terra e mar, sobre a discussão das propostas feitas pelo Poder Executivo, sobre a revisão da Constituição, sobre a prorrogação, o adiamento da sessão legislativa, entre outras. A legislatura durava 3 anos e cada sessão legislativa 4 meses. As sessões eram públicas ou secretas, diurnas e noturnas. A primeira sessão da Câmara dos Deputados realizou-se em 26 de agosto de 1911, quando terminaram os trabalhos da Assembleia Nacional Constituinte.